# Natalie Van Coevorden
Natalie Van Coevorden (Campbelltown, 22 de diciembre de 1992) es una deportista australiana que compite en triatlón.
Ganó dos medallas en el Campeonato Mundial de Triatlón por Relevos Mixtos, plata en 2018 y bronce en 2019, y dos medallas en el Campeonato de Oceanía de Triatlón, oro en 2018 y plata en 2014.

## Palmarés internacional
| Campeonato Mundial por Relevos Mixtos | Campeonato Mundial por Relevos Mixtos | Campeonato Mundial por Relevos Mixtos | Campeonato Mundial por Relevos Mixtos |
| Año                                   | Lugar                                 | Medalla                               | Prueba                                |
| ------------------------------------- | ------------------------------------- | ------------------------------------- | ------------------------------------- |
| 2018                                  | Hamburgo (Alemania)                   | Medalla de plata                      | Relevo mixto                          |
| 2019                                  | Hamburgo (Alemania)                   | Medalla de bronce                     | Relevo mixto                          |
| Campeonato de Oceanía                 |                                       |                                       |                                       |
| Año                                   | Lugar                                 | Medalla                               | Prueba                                |
| 2014                                  | Devonport (Australia)                 | Medalla de plata                      | Individual                            |
| 2018                                  | San Kilda (Australia)                 | Medalla de oro                        | Individual                            |